# Featuring «Birds»
Featuring «Birds» — третий студийный альбом американской инди-рок группы Quasi из Портленда (штат Орегон). Он был выпущен 21 апреля 1998 года на лейбле Up Records. В Европе альбом был выпущен лейблом Domino Records. В группе играют бывшие супруги Сэмуель Кумс (вокал, гитара, клавишные, бас) и Джанет Вайсс (вокал и ударные, из группы Sleater-Kinney).

## Отзывы
| Оценки критиков               | Оценки критиков |
| Источник                      | Оценка          |
| ----------------------------- | --------------- |
| AllMusic                      | [ 1 ]           |
| Mojo                          | [ 2 ]           |
| NME                           | 8/10            |
| Pitchfork                     | 8.6/10          |
| Rolling Stone                 | [ 5 ]           |
| The Rolling Stone Album Guide | [ 6 ]           |
| Spin                          | 8/10            |
| Uncut                         | 8/10            |
| The Village Voice             | A−              |

Альбом получил положительные отзывы музыкальных критиков. Шон Кеннерли из Rolling Stone написал: «[альбом] скрывает душевную боль и отчаяние за сладкими вокальными гармониями и броскими, лаконичными песнями. […] Горечь никогда не звучала так сладко». Джек Рэбид из AllMusic отметил, что «В целом, Featuring „Birds“ — это бодрый, агрессивный поп с дисциплинированным написанием, а не какой-то недокормленный, одноразовый беспорядок эго». Альбом занял двадцать пятое место в опросе The Village Voice «Pazz & Jop» за 1998 год.

## Список композиций
| №   | Название                        | Длительность |
| --- | ------------------------------- | ------------ |
| 1.  | «Our Happiness Is Guaranteed»   | 3:15         |
| 2.  | «I Never Want to See You Again» | 3:48         |
| 3.  | «The Poisoned Well»             | 2:08         |
| 4.  | «The Happy Prole»               | 1:42         |
| 5.  | «Sea Shanty»                    | 4:08         |
| 6.  | «It's Hard to Turn Me On»       | 4:33         |
| 7.  | «Nothing from Nothing»          | 2:44         |
| 8.  | «Tomorrow You'll Hide»          | 2:20         |
| 9.  | «California»                    | 2:04         |
| 10. | «You Fucked Yourself»           | 2:36         |
| 11. | «Ape Self Prevails in Me Still» | 2:12         |
| 12. | «Please Do»                     | 2:58         |
| 13. | «I Give Up»                     | 2:54         |
| 14. | «Birds»                         | 1:21         |
| 15. | «Repetition»                    | 5:05         |
| 16. | «Only Success Can Fail Me Now»  | 2:53         |